# Vanlig kameleont
Vanlig kameleont (Chamaeleo chamaeleon) är en kameleont som förekommer i Nordafrika längs med Medelhavets kust till västligaste Sydvästasien och på södra Iberiska halvön samt på några öar i Medelhavet som Malta, Kreta, Chios och Samos och Cypern. Den kan bli upp till omkring 30 centimeter lång, inklusive svansen. Färgen är oftast grön men den kan också vara gråaktig till ljust vitaktig, brunaktig eller mörkare svartaktig. Mönstringen brukar vara i form av ljusare band och mörkare fläckar. Arten är typart för släktet Chamaeleo.

## Kännetecken
Den vanliga kameleonten kan bli upp till omkring 30 centimeter lång, inklusive svansen. Kroppen är karaktäristiskt hoptryckt från sidorna med bågformig tunn rygg. Ögonen kan röras oberoende av varandra. Foten har fem tår men tårna är sammanvuxna till två motstående grupper om två respektive tre tår, en speciell anpassning som gör foten väl lämpad att gripa om grenar vid klättring.
Färgen är oftast grönaktig men kan ändras för bättre kamouflage och för att reglera kroppstemperaturen. Kameleonterna kan därför också vara gråaktiga till ljust vitaktiga, brunaktiga eller mörkare svartaktiga, med mönstringar i form av ljusa band och mörka fläckar. Färgförändringar är även en del i kommunikationen med artfränder och kan signalera individernas humör, kön och tillstånd, exempelvis aggressivitet eller parningsvillighet.

## Utbredning
Arten förekommer i Nordafrika längs med Medelhavets kust till västligaste Sydvästasien och på södra Iberiska halvön samt på några öar i Medelhavet som Malta, Kreta, Chios och Samos och Cypern.
Denna kameleont lever i låglandet och i bergstrakter upp till 1850 meter över havet.

## Levnadssätt

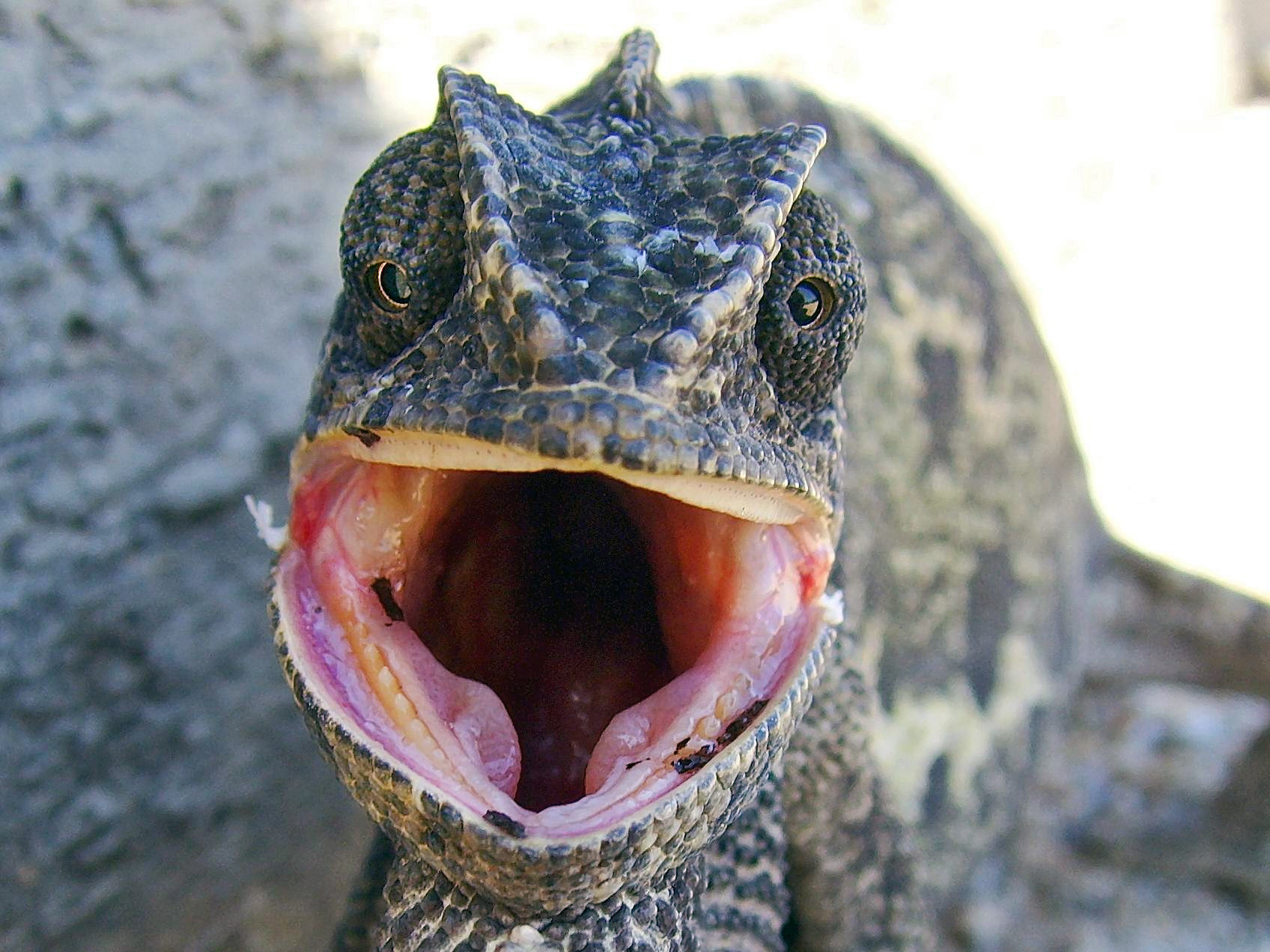
Närbild på huvudet, här visas hotbeteende med gapande mun.

Den vanliga kameleonten förekommer främst i torra buskmarker. Arten hittas även i öppna skogar med tallar, i trädodlingar eller i trädgårdar. Den föredrar att klättra i buskar, låga träd och annan vegetation och går sällan ner på marken, med undantag för honorna då de ska lägga ägg. Den rör sig långsamt och klättrar förskitigt och livnär sig på insekter som den likt andra kameleonter fångar med hjälp av sin långa och klibbiga tunga. Om den känner sig hotad försöker den avskräcka fienden genom att blåsa upp sig så att den ser så stor ut som möjligt samtidigt som den gapar och får en mörk färg.
Honan lägger vid ett tillfälle per år 5 till 45 ägg. De grävs ner i marken.

## Systematik
Vanlig kameleont är typart för släktet Chamaeleo. Fyra underarter brukar erkännas, C. c. chamaeleon (nominatform), C. c. musae, C. c. orientalis och C. c. rectricrista. Underarten C. c. rectricrista förekommer i Jordanien.
Chamaeleo arabicus och Chamaeleo zeylanicus som idag är beskrivna som egna arter har tidigare betraktats som underarter till vanlig kameleont. En tidigare beskriven underart, calcarifer, betraktas idag som en underart av jemenkameleont (Chamaeleo calyptratus).

## Status och hot
Arten listas av CITES (Convention of International Trade in Endangered Species) enligt appendix II. Den är skyddad enligt Bernkonventionen appendix II och enligt EU:s habitatdirektiv annex IV. Vanlig kameleont har en stor utbredning och bra anpassningsförmåga. Den listas av IUCN som livskraftig (LC).